# شيومين
كيم مين سوك (26 مارس 1990 –) المعروف باسمه المسرحي شيومين ((هانغل: 시우민)؛ pronounced ‎[ɕʰi.u.min]‏) هو مغني، وممثل كوري جنوبي. وهو معروف كعضو في فرقة الفتيان الكورية الجنوبية-الصينية إكسو، والفرقة الفرعية إكسو-إم، والوحدة الفرعية إكسو-تشينبيكشي.

## الحياة والمهنة

### 1990–2013: النشأة والبدايات المهنية
ولد شيومين في غوري، غيونغي، كوريا الجنوبية، في 26 مارس 1990. وكان طالبا في جامعة كواندونج الكاثوليكية، حيث حضر ندوة وقدم عرضا تقديميا للطلاب في الموسيقى التطبيقية. تعلم شيومين فنون الدفاع عن النفس، وله حزام أسود في رياضة الكندو، والتايكوندو. كما تدرب علي الووشو، والمبارزة. ومن المعروف عن شيومين بأنه معجب شديد بـكرة القدم، وسفير فخري لاتحاد كرة القدم الكوري.
قبل مشاركة شيومين في مسابقة (بالإنجليزية: SM's Everysing)‏ كان قد اجتاز اختبارا لجاي واي بي في عام 2008 ولكن تم رفضه. في عام 2008 فاز شيومين بالمركز الثاني في مسابقة (بالإنجليزية: SM Everysing)‏. وأصبح لاحقا متدربا من خلال (بالإنجليزية: SM Entertainment's Casting System)‏ في العام نفسه.
تم تقديم شيومين كالعضو السابع في فرقة الفتيان الكورية الجنوبية-الصينية إكسو في يناير 2012. ظهرت الفرقة لأول مرة في 8 أبريل 2012. في عام 2013 ظهر شيومين كضيف إلي جانب الممثلة كيم يو جونغ في الفيديو الموسيقي للأغنية «ذهب» للمغنية الكورية الجنوبية جين، وهي الآن عضوة بفرقة لوفليز.

### 2015–حتي الآن: أدوار التمثيل وفرقة إكسو تشينبيكشي

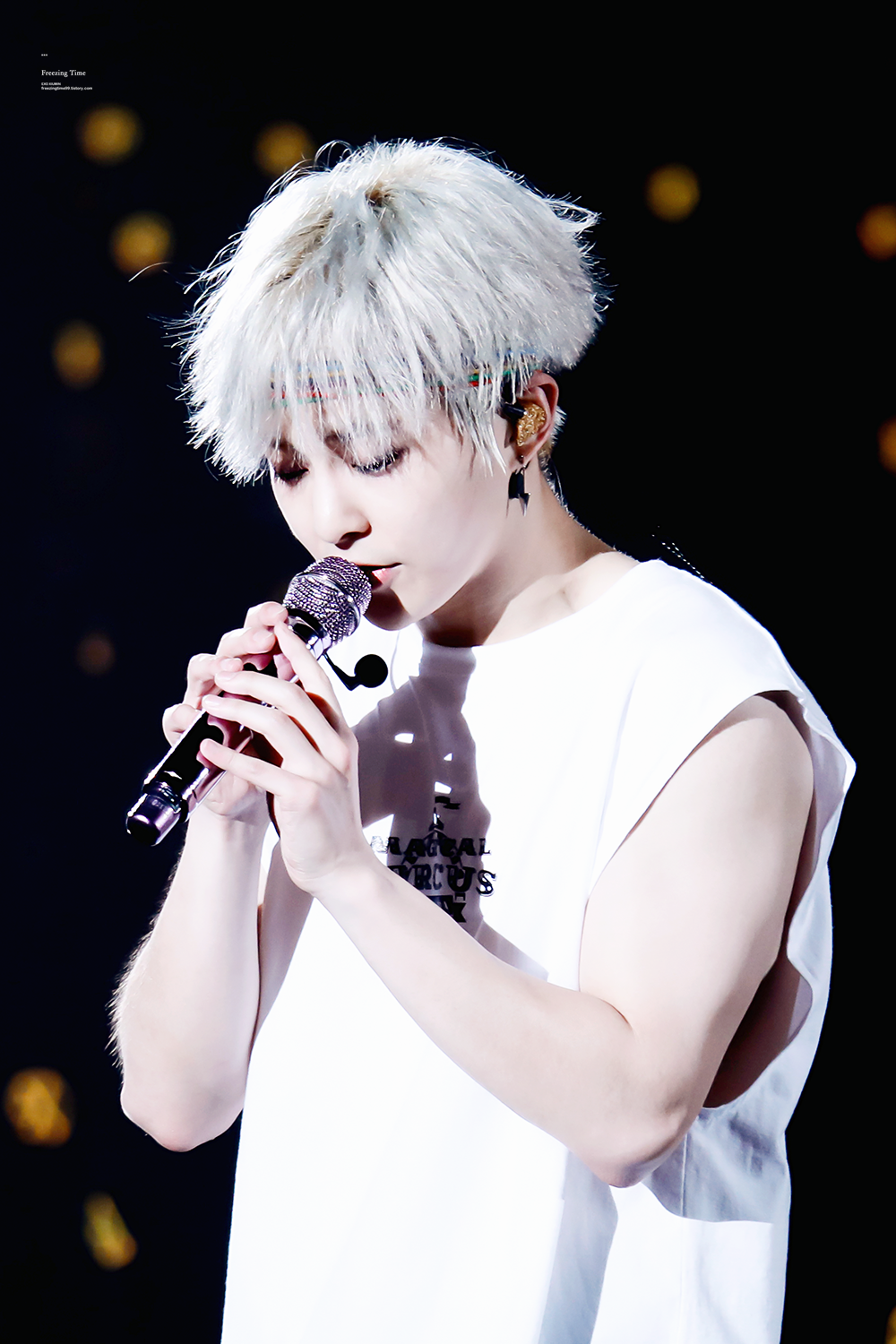
شيومين في جولة إكسو-تشينبيكشي بيوكوهاما في مايو 2018.

في يناير 2015 ظهر شيومين لأول مرة في المسرح الموسيقي، حيث لعب شخصية أكويلا في مدرسة إس إم إنترتينمنت الموسيقية OZ مع الزملاء في التصنيف: تشانغ من، وكي، ولونا، وسوهو، وسولجي. في أكتوبر 2015 لعب شيومين دورا رئيسيا في مواجهة الممثلة كيم سو إيون في دراما الويب الوقوع في حب التحدي. كما أصدر أول أغنية منفردة منذ ظهوره لأول مرة بعنوان أنت الأولي كموسيقى تصويرية للدراما الويب. كان دراما الويب الوقوع في حب التحدي هي الدراما الأكثر مشاهدة علي الإنترنت في كوريا الجنوبية في عام 2015، حيث وصلت إلي 20 مليون مشاهدة بعد 17 يوما فقط.
في فبراير 2016 شارك شيومين في أغنية عضوة إي أو إي جيمين المنفردة الفردية اتصل بك حبيبي، وظهر في الفيديو الموسيقي. في يوليو 2016 قام بأول ظهور له علي الشاشة الكبيرة إلي جانب يو سونغ هو في الفيلم الكوري الجنوبي سوندال: الرجل الذي باع النهر. في أغسطس 2016 تعاون مع زملائه أعضاء إكسو تشين، وبيكهيون في موسيقى تصويرية أصلية بعنوان من أجلك للمسلسل التلفزيوني أحباء القمر - القلب القرمزي ريو. في أكتوبر 2016 إلي جانب تشين، وبيكهيون أصبح شيومين عضوا في الوحدة الفرعية الرسمية الأولي لـإكسو إكسو-تشينبيكشي. قدمت الفرقة أسطوانة مطولة بعنوان يا ماما! في 31 أكتوبر.
في يوليو 2017 تعاون شيومين مع عضو إن سي تي مارك في أغنية منفردة بعنوان صغير وحر لصالح محطة إس إم إنترتينمنت لمشروع الموسيقى الرقمية. في أغسطس أصبح عضوا منتظما في برنامج إم بي سي لتلفزيون الواقع (بالإنجليزية: It’s Dangerous Beyond The Blankets)‏.
تم تجنيد شيومين في الخدمة العسكرية الإلزامية في 7 مايو 2019، وهو يخدم في الخدمة الفعلية.  قام بأداء حفلاته النهائية قبل انضمامه إلي سيرك إكسو-تشينبيكشي السحري - حفل الإصدار الخاص في اليابان، وحفله الموسيقي الفردي للقاء المعجبين وقت شيومين، في جامسيل إرينا في 4 مايو. بعد تجنيده أصدر أول أغنية فردية منفردة له أنت، والتي هي جزء من إس إم ستيشن في 9 مايو. في أغسطس 2019 تم الإبلاغ عن أن شيومين سوف يقوم ببطولة الفيلم الموسيقي الجديد للجيش بعنوان العودة: وعد ذلك اليوم مع عضو شايني أونيو، ويون جي سونغ، والذي من المقرر أن يستمر من 22 أكتوبر إلي 1 ديسمبر في قاعة أوليمبيك بارك ووري للفنون في سيول.

## ديسكوغرافيا

### الأغاني
| العنوان | السنة       | أعلي ترتيب باللائحة | أعلي ترتيب باللائحة | أعلي ترتيب باللائحة   | المبيعات         | الألبوم                                  |
| العنوان | السنة       | كوريا               | كوريا               | عالم الولايات المتحدة | المبيعات         | الألبوم                                  |
| العنوان | السنة       | غاون                | هوت 100             | عالم الولايات المتحدة | المبيعات         | الألبوم                                  |
| كمغني رئيسي | كمغني رئيسي | كمغني رئيسي         | كمغني رئيسي         | كمغني رئيسي           | كمغني رئيسي      | كمغني رئيسي                              |
| --- | ----------- | ------------------- | ------------------- | --------------------- | ---------------- | ---------------------------------------- |
| "آلة مكسورة" | 2014        | —                   | —                   | —                     | —                | إكسولوجي الفصل الأول: الكوكب المفقود     |
| "وراء" | 2019        | —                   | —                   | —                     | —                | كوكب إكسو #الرابع - الإليكسيون [دوت]     |
| "أنت" (이유) | 2019        | 68                  | 65                  | —                     | —                | ليست أغنية منفردة تابعة لألبوم           |
| كفنان مشارك |             |                     |                     |                       |                  |                                          |
| "اتصل بك حبيبي" (جيمين مع شيومين) | 2016        | 5                   | —                   | 5                     | - كوريا: 661,196 | ليست أغنية منفردة تابعة لألبوم           |
| تعاونات |             |                     |                     |                       |                  |                                          |
| "صغير وحر" (مع مارك) | 2017        | 31                  | —                   | 6                     | - كوريا: 72,133  | ليست أغنية منفردة تابعة لألبوم           |
| الظهور في الموسيقى التصويرية |             |                     |                     |                       |                  |                                          |
| "أنت الأولي" | 2015        | 62                  | —                   | —                     | - كوريا: 26,196  | الوقوع في حب التحدي آو إس تي             |
| "من أجلك" (مع بيكهيون وتشين) | 2016        | 5                   | —                   | 9                     | - كوريا: 625,756 | أحباء القمر - القلب القرمزي ريو آو إس تي |
| "—" تبين أغنية لم تظهر باللائحة أو لم تصدر في تلك المنطقة.. كيبوب هوت 100 تم تقديمها في أغسطس 2011، وتم إيقافها في يوليو 2014، وتم إعادة تأسيسها في 30 ديسمبر 2017. |             |                     |                     |                       |                  |                                          |

## فيلموغرافيا

### أفلام
| العنوان                      | السنة | الدور | الملاحظات |
| ---------------------------- | ----- | ----- | --------- |
| سوندال: الرجل الذي باع النهر | 2016  | جيون  | دور مساعد |

### دراما
| العنوان             | السنة | شركة الإذاعة والتلفزيون | الدور      | الملاحظات            |
| ------------------- | ----- | ----------------------- | ---------- | -------------------- |
| إكسو بالباب المقابل | 2015  | نافير                   | شيومين     | دراما ويب؛ دور ثانوي |
| الوقوع في حب التحدي | 2015  | نافير                   | نا دو جيون | دراما ويب؛ دور رئيسي |

### وثائق
| العنوان         | السنة | شركة الإذاعة والتلفزيون | الملاحظة    |
| --------------- | ----- | ----------------------- | ----------- |
| كوريا من الأعلي | 2017  | تلفزيون الجبل           | سرد مع سوهو |

### عروض تلفزيونية
| العنوان                                           | السنة     | شركة الإذاعة والتلفزيون | الدور        | الملاحظات                                     | المراجع |
| ------------------------------------------------- | --------- | ----------------------- | ------------ | --------------------------------------------- | ------- |
| السفر بدون مدير                                   | 2016      | تلفزيون كوكات           | شخصية رئيسية | الحلقات 1–8                                   | [ 31 ]  |
| (بالإنجليزية: It's Dangerous Beyond The Blankets)‏ | 2017–2018 | إم بي سي                | شخصية رئيسية | الحلقات 1–3 (الموسم 1) الحلقات 6–7 (الموسم 2) | [ 32 ]  |

### فيديوهات موسيقية
| العنوان                           | السنة |
| --------------------------------- | ----- |
| "ذهب" (جين)                       | 2013  |
| "أنت الأولي"                      | 2015  |
| "اتصل بك حبيبي" (جيمين مع شيومين) | 2016  |
| "صغير وحر" (مع مارك (إن سي تي))   | 2017  |
| "وراء" (مع مشروع بيتبرجر)         | 2018  |
| "이유 (أنت)"                      | 2019  |

## المسرح
| العنوان               | السنة | الدور  | الملاحظات                      |
| --------------------- | ----- | ------ | ------------------------------ |
| مدرسة OZ              | 2015  | أكويلا | تصوير تجسيمي موسيقي؛ دور مساعد |
| العودة: وعد ذلك اليوم | 2019  |        | جيشي موسيقي                    |

## الجوائز والترشيحات
| السنة | الجائزة                         | التصنيف                                  | العمل المرشح        | النتيجة | المراجع |
| ----- | ------------------------------- | ---------------------------------------- | ------------------- | ------- | ------- |
| 2015  | حفل توزيع جوائز نجم أبان الرابع | جائزة لـخدمة الشبكة الاجتماعية ويب دراما | الوقوع في حب التحدي | فوز     | [ 33 ]  |
| 2017  | انقر! جوائز ستاروارس            | المغني الأكثر شعبية                      | —                   | فوز     |         |